# Ali Al-Khalifa
Ali Al-Khalifa (arab.  علي الخليفة) – bahrajński strzelec, olimpijczyk. 
Brał udział w Letnich Igrzyskach Olimpijskich 1984 (Los Angeles). Startował w dwóch konkurencjach; w konkurencji pistoletu szybkostrzelnego (25 m), zajął 55. miejsce, natomiast w konkurencji karabinu małokalibrowego leżąc (50 m), uplasował się na 71. pozycji. W obydwóch osiągał najgorsze wyniki, które plasowały go na ostatnich pozycjach.

## Wyniki olimpijskie
| Igrzyska | Konkurencja                       | Wynik                          | Miejsce | Źródło |
| -------- | --------------------------------- | ------------------------------ | ------- | ------ |
| IO 1984  | Pistolet szybkostrzelny, 25 m     | 506 punktów (252-254)          | 55.     | [ 1 ]  |
| IO 1984  | Karabin małokalibrowy leżąc, 50 m | 544 punkty (87-94-88-95-92-88) | 71.     | [ 2 ]  |